# Linh ngưu vàng
Linh ngưu vàng (Danh pháp khoa học: Budorcas taxicolor bedfordi) là một phân loài của loài linh ngưu với đặc trưng là cơ thể được bao phủ một lớp lông vàng rực. Đây là phân loài có nguy cơ tuyệt chủng cao và là loài bản địa của nước Cộng hoà nhân dân Trung Hoa và Bhutan.
Linh ngưu vàng cũng chính là một trong những ví dụ tiêu biểu cho sự tiến hóa hội tụ, ở chỗ là bản thân chúng có tổ tiên thuộc về họ dê-cừu nhưng để thích nghi với môi trường sống, chúng đã tiến hóa và trở nên to lớn như những động vật trong họ trâu bò, chính vì vậy người ta thường gọi chúng là trâu hay bò mặc dù chúng có nhiều đặc tính của loài dê hơn.
Ngày nay, chủ yếu do săn bắn quá mức và phá hủy môi trường sống tự nhiên của chúng, Linh ngưu vàng được coi là nguy cấp ở Trung Quốc và dễ bị tổn thương bởi Liên minh Bảo tồn Thiên nhiên Quốc tế. Chúng không phải là loài phổ biến trong tự nhiên, và số lượng cá thể đã giảm sút đáng kể. Hiện nay chúng được nuôi nhốt ở một số vườn thú.

## Đặc điểm

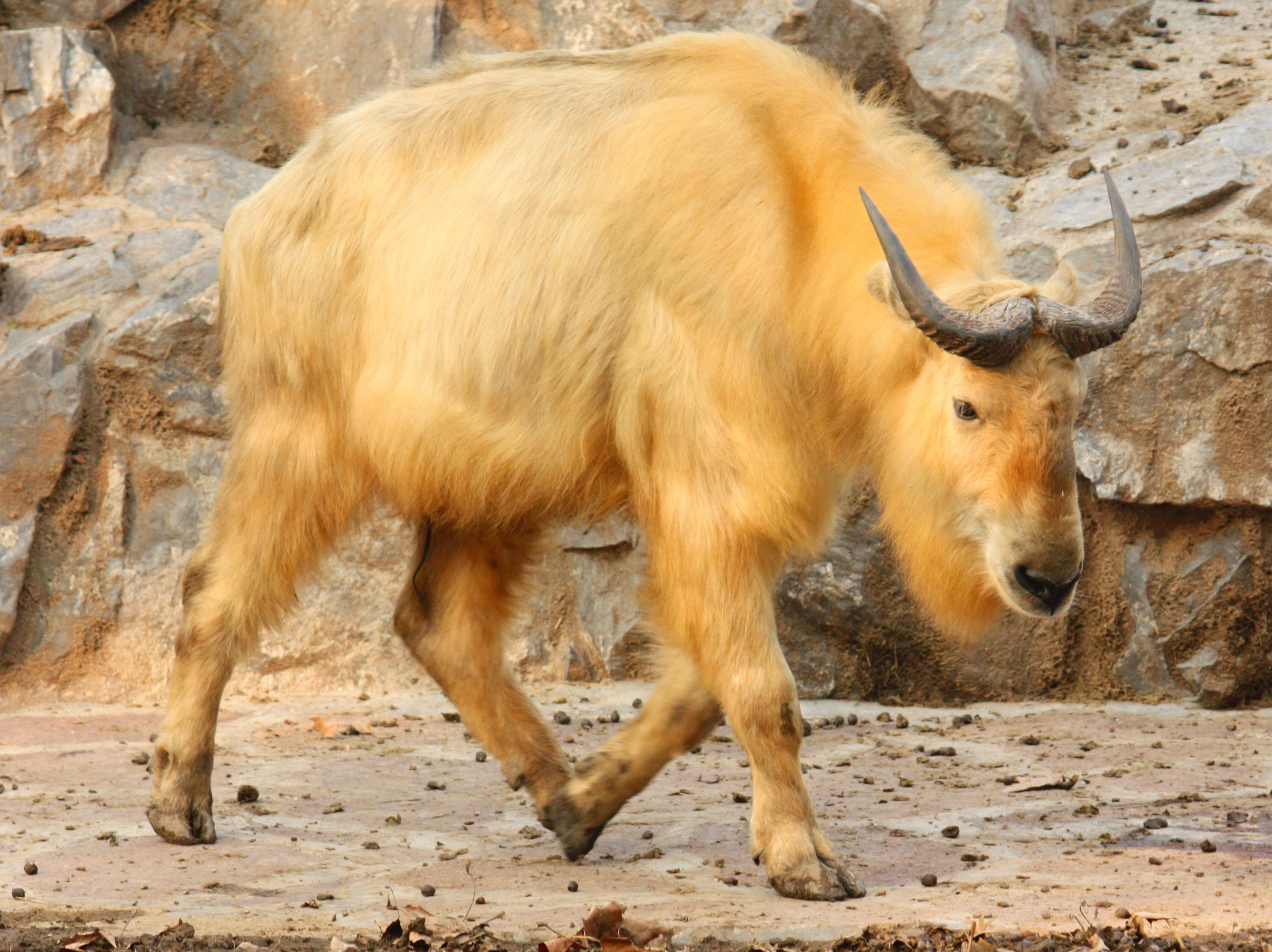
Tổng thể một con linh ngưu vàng

Linh ngưu vàng đã tiến hóa để thích nghi với điều kiện sống khắc nghiệt ở dãy Himalaya. Chúng có bộ lông dày để giữ ấm và khô trong mùa đông ở vùng núi này. Lớp lông dày này bao gồm cả một lớp lông thứ cấp, được bao trùm lên toàn bộ cơ thể để chống chọi với giá lạnh. Màu da của chúng cũng được cho là nguồn gốc của những huyền thoại về tấm len vàng Fleece (Golden Fleece).
Mặc dù không có tuyến da nhưng da của linh ngưu vàng vẫn tiết ra một chất dầu cung cấp lớp bảo vệ nước từ các yếu tố ngoại cảnh, tuyến da, da tiết ra một chất đắng nhờn hoạt động như một chiếc áo mưa tự nhiên trong các cơn bão và sương mù để tránh thấm nước vào trong lớp lông. Trong môi trường nuôi nhốt, thứ vệt dầu này có thể được nhìn thấy nơi chúng cọ xát lên trên các bức tường tại vườn thú San Diego.
Chúng có ngoại hình to lớn và có một cái miệng giống miệng nai sừng tấm, và với cái mũi dài này tạo cho chúng có một cái hốc xoang lớn. Hốc xoang này giúp làm ấm không khí khi hít thở trong điều kiện giá lạnh, đảm bảo không khí vào cơ thể luôn ấm áp đồng thời giúp ngăn chặn sự thất thoát nhiệt của cơ thể qua đường hô hấp. Về mặt kích thước và tầm vóc, chúng tương đương với một con bò và rất hung dữ.
Với cặp sừng giống linh dương đầu bò, mũi giống nai sừng tấm, đuôi giống gấu, và thân hình như một con bò rừng, chúng trông rất lớn, vạm vỡ. Loài động vật có vú này đôi khi được gọi là một con linh dương dê, bởi vì nó có điểm chung với cả loài dê và loài linh dương. Nhưng chúng lại liên quan chặt chẽ nhất đến các loài cừu và các giống dê hoặc cừu Barbary ở Bắc Phi.
Các ngón nhân của chúng chia vó giúp chúng di chuyển dễ dàng trong môi trường sống của vùng núi với đầy vách đá chơ vơ. Chúng cũng có một mùi có mùi giống như một sự kết hợp kỳ lạ của mùi con ngựa và mùi xạ hương. Cả con đực và con cái đều có sừng màu đen, sừng có hình lưỡi liềm sáng bóng mà phát triển từ trung tâm của cái đầu lớn của chúng và có thể dài lên tới 90 cm.
Tuổi thọ của chúng trong tự nhiên từ 16-18 năm và có thể lên đến 20 năm trong các vườn thú. Thời gian mang thai của con cái từ 6-7 tháng, mỗi lần chúng sinh một con (những cặp song sinh là không phổ biến). Tuổi trưởng thành và thuần thục tình dục của chúng là 2 năm. Chiều dài của chúng là từ 1,5-2,2 m. Chiều cao đến vai từ 1-1,4 m. Trọng lượng của con cái lên đến 280 kg, con đực nặng tới 350 kg. Trọng lượng nghé lúc sơ sinh từ 5–7 kg.

## Tập tính
Vào mùa xuân, chúng tụ tập thành các đàn lớn và di chuyển lên núi có độ cao trên 4.300 mét. Khi thời tiết trở lạnh và nguồn thức ăn trở nên khan hiếm, chúng sẽ di chuyển xuống các vùng thung lũng có cây cối rậm rạp. Khi chúng di chuyển lên, xuống, hoặc qua những rặng núi, chúng sử dụng các tuyến đường tương tự, tận dụng những con đường sẵn có. Điều này tạo ra một loạt đường mòn xuyên qua những bụi tre và đỗ quyên dày đặc dẫn đến việc liếm muối tự nhiên của chúng và các khu vực chăn thả gia súc.
Do có một cơ thể đồ sộ và đầy sức mạnh, kết hợp với cặp sừng ấn tượng, linh ngưu vàng chỉ có vài kẻ thù trong tự nhiên như gấu, chó sói, báo và sói đỏ. Linh ngưu vàng di chuyển nói chung là chậm nhưng có thể phản ứng một cách nhanh chóng nếu tức giận hay sợ hãi. Khi cần thiết, chúng thể nhảy từ mỏm đá này sang mỏm đá khác (điều mà các loài trâu, bò không làm được). Nếu chúng cảm thấy nguy hiểm, linh ngưu vàng sẽ cảnh báo những con khác bằng một tiếng "ho" lớn, đánh động cho đàn chạy vào những bụi cây thấp rậm rạp, nơi chúng có thể nằm xuống để tránh bị nhìn thấy. Linh ngưu vàng đôi khi cũng có thể cất lên một tiếng rống khá đáng sợ với cái miệng há rộng, lưỡi thè ra.
Đối với hầu hết các phần cơ thể, linh ngưu vàng khá yên lặng, nhưng chúng tạo ra một số tiếng động thú vị, từ khịt mũi đến các vùng sâu, giống kèn và còi to ra khỏi cái mũi ấn tượng. Một âm thanh ợ giọng cổ có nghĩa là chúng đang muốn một cái gì đó. Một tiếng động sâu mà âm thanh như "whup" là một cảnh báo hoặc để khẳng định sự thống trị. Một con mẹ có thể gọi để con nghé của mình với một âm thanh the thé, và con đực có thể gây ra một tiếng rống vang dội, dưới giọng cổ trong khi chiến đấu với những con đực khác. Một tiếng ho sẽ báo hiệu cho cả đàn chạy trốn khỏi nguy hiểm.
Linh ngưu vàng cũng có thể truyền đạt thông tin bằng cách sử dụng một loạt các tư thế, điệu bộ cơ thể. Những mô thức cơ thể cũng là một cách quan trọng giúp chúng giao tiếp với nhau. Ví dụ, một con đực cho thấy sự thống trị bằng tư thế thẳng đứng, ngẩng cao cổ và chìa cằm ra. Chúng cũng có thể phơi bày vị trí cơ thể của mình sang một bên để những con khác để nhấn mạnh kích thước. Một con linh ngưu vàng ra tín hiệu gây hấn với tư thế đầu thấp xuống, cổ ngang và cứng nhắc, với đầu và sừng chĩa sang một bên. Một đầu hạ xuống, một lại cong, thở mạnh, và đầu đâm thường kèm theo ánh mắt nhìn kéo dài giữa các cá thể.

## Chế độ ăn
Linh ngưu vàng ăn nhiều loại cây trồng và cây xanh trên núi cao và lá rụng. Khi nói đến việc ăn uống, chúng nhai trên hầu hết các thảm thực vật trong tầm với. Bao gồm các lá cứng của đỗ quyên thường xanh và cây sồi, cây liễu và vỏ cây thông, lá tre, và một loạt các lá mới mọc và thảo dược. Chúng có thể dễ dàng đứng trên hai chân sau, chân trước tựa vào một thân cây, để với tới thảm thực vật cao hơn nếu chúng cần (đây cũng là một điểm khác biệt nữa so với trâu, bò). Nếu lá ngon nhất là ngoài tầm với, chúng đôi khi đã được biết đến sử dụng các bộ phận sừng của chúng để thúc đẩy hơn cây nhỏ để mang lại những lá gần hơn.

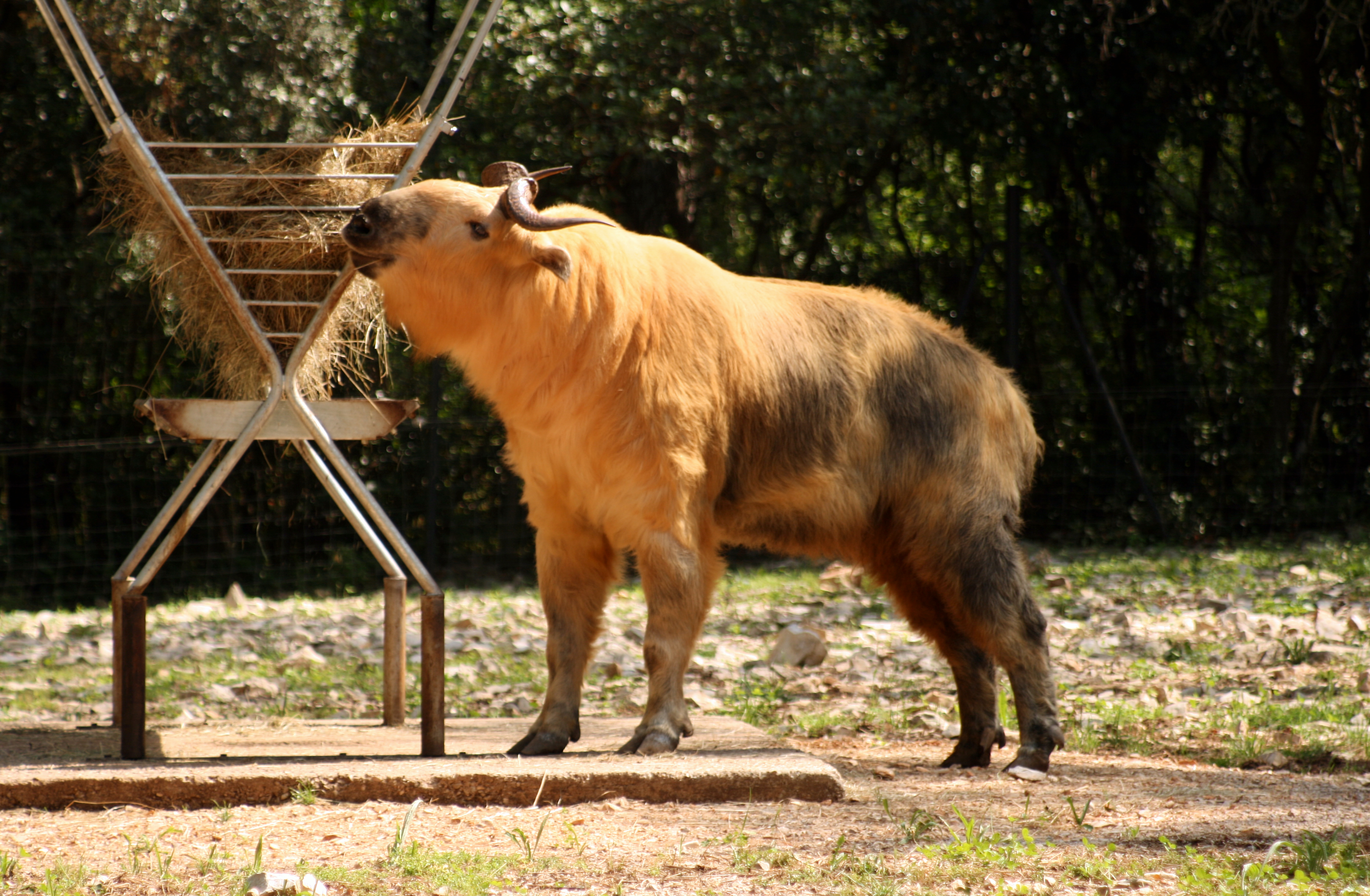
Linh ngưu vàng đang ăn

Giống như bò và cừu, linh ngưu vàng là động vật nhai lại và nuốt đưa thức ăn vào dạ dày đầu tiên, dạ cỏ, khi chúng lần đầu tiên nuốt nó. Vi khuẩn trong dạ cỏ giúp tiêu hóa các hạt thức ăn rất nhỏ. Hạt lớn đi vào một buồng thứ hai mà các hạt, gọi là thức ăn nhai lại (cud), trở lại vào miệng để được nhai thành từng miếng nhỏ, đủ để được tiêu hóa đúng cách.
Linh ngưu vàng thường ăn vào buổi sáng sớm và ăn thêm một lần nữa vào buổi chiều muộn. Chúng dành cả ngày dưới sự che chắn của thảm thực vật dày đặc, chỉ mạo hiểm bước ra ngoài vào những ngày nhiều mây hoặc sương mù. Khi không ăn, chúng thường nghỉ ngơi. Một con linh ngưu vàng sẽ ngủ với cái đầu của nó được đặt nằm trên bàn chân trước mở rộng.
Kích thước của một đàn linh ngưu vàng thay đổi theo mùa. Vào mùa xuân và đầu mùa hè, đàn có thể đếm lên đến 300 cá thể. Trong những tháng lạnh, khi thức ăn ít phong phú, những đàn gia súc lớn sẽ phân chia thành các nhóm nhỏ hơn 10-35 cá thể khi chúng bắt đầu lên núi. Các đàn thường bao gồm những con đực trưởng thành (được gọi là bò đực), con nghé và những con non. Những con đực trưởng thành thường sống đơn độc ngoại trừ trong mùa giao phối, vào cuối mùa hè. Trong khi những con linh ngưu vàng non húc đầu của chúng với nhau cho vui, thì những con đực đầu đàn thiết lập sự thống trị của chúng thông qua việc đọ sừng.

## Sinh sản

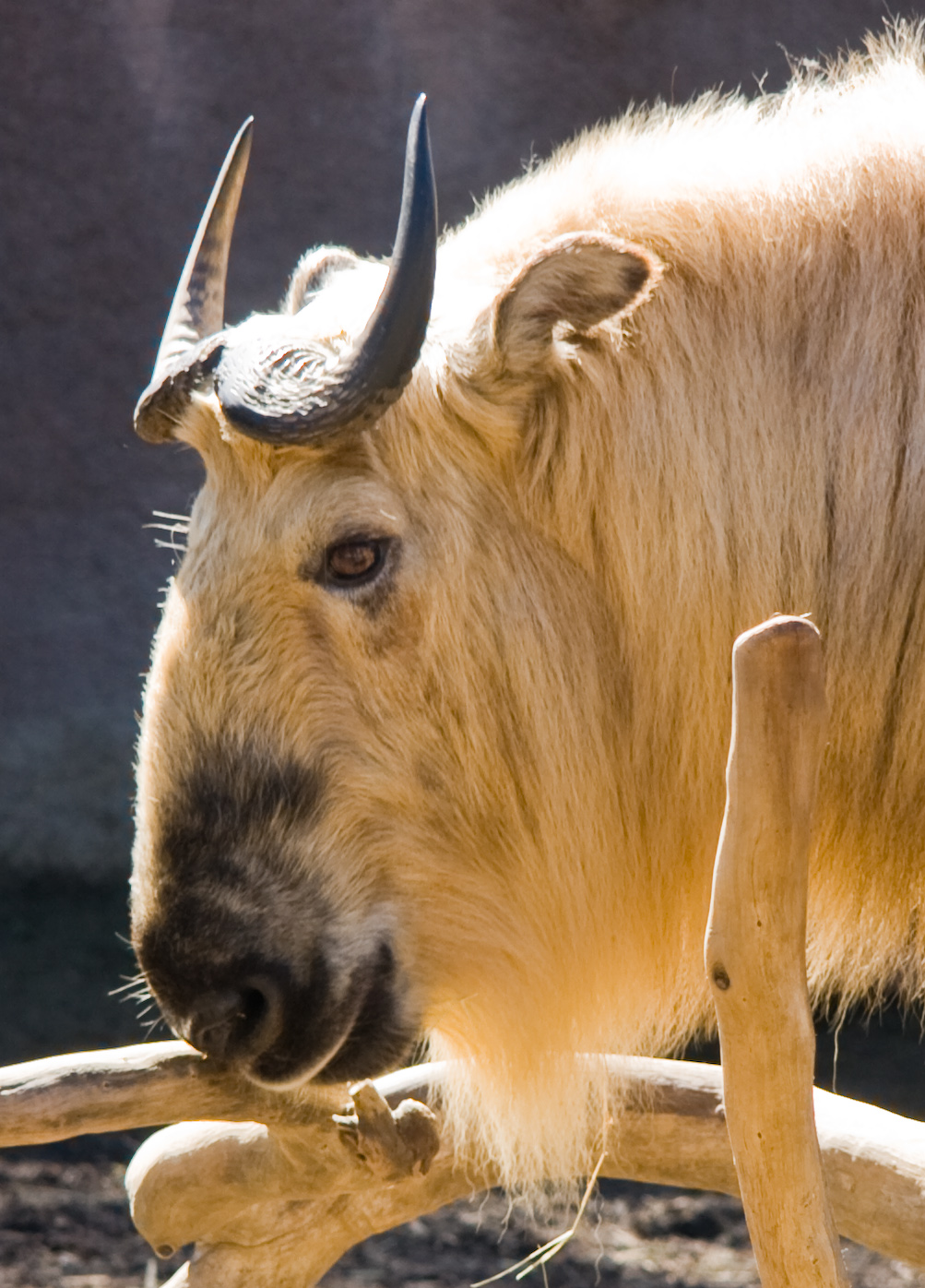
Một con Linh ngưu vàng ở vườn thú

Mặc dù thông thường là động vật sống đơn độc, linh ngưu vàng sẽ thiết lập quan hệ trong một thời gian ngắn để sinh sản. Chúng rống to để thu hút con đực và báo hiệu sự hiện diện của mình. Chúng có thể tìm ra nhau bằng cách theo dõi mùi hương của đối phương. Khi gặp nhau, con đực sẽ ngửi và liếm con cái để xác định xem con cái có sẵn sàng giao phối hay không.
Hương thơm từ da hoặc nước tiểu của linh ngưu vàng mang thông tin quan trọng. Đặc biệt, nồng độ pheromone trong nước tiểu của một linh ngưu vàng có thể phô bày trạng thái tình dục và bản sắc của từng cá thể. Để tăng cường hình thức giao tiếp này, con đực thường phun nước tiểu lên chân trước, ngực và mặt. Trong khi đó, con cái sẽ làm ướt đuôi của nó khi đi tiểu.
Những con linh ngưu cái làm mẹ thường tìm đến vùng cây rậm rạp để sinh ra một đứa con duy nhất vào đầu mùa xuân (cặp song sinh là rất hiếm). Trong vòng ba ngày sau khi chào đời, một con linh ngưu non có thể đi theo mẹ qua hầu hết các loại địa hình. Điều này là rất quan trọng nếu có gấu hay con sói ở gần hoặc nếu đàn cần phải đi một quãng đường dài để tìm thức ăn. Nếu một con non bị tách khỏi mẹ của mình trong hai tuần đầu đời, nó sẽ phát ra một tiếng kêu hoảng loạn, nghe giống như tiếng sư tử non. Con mẹ sẽ đáp lại bằng một âm thanh trầm thấp để gọi đứa con lạc về.
Khi mới sinh, linh ngưu cái có màu tối hơn nhiều so với con đực để tạo cho chúng sự ngụy trang khỏi kẻ thù, thậm chí chúng có một vạch đen dọc theo lưng mà sẽ biến mất khi trưởng thành. Linh ngưu non bắt đầu ăn thức ăn rắn và ngừng bú mẹ vào khoảng hai tháng tuổi, mặc dù nó có thể tiếp tục ở lại gần mẹ cho đến khi con tiếp theo được sinh ra. Sừng bắt đầu phát triển khi các con non khoảng sáu tháng tuổi. Những con non thường hiếu động và vui đùa hơn cha mẹ chúng; chúng tung tăng gót, húc đầu mông và vui đùa với nhau.